# Col des Bordères
Der Col des Bordères ist ein 1156 Meter hoher Gebirgspass in den französischen Pyrenäen. Er befindet sich in der Region Okzitanien im Département Hautes-Pyrénées und verbindet die Gemeinden Arrens-Marsous im Norden mit Estaing im Süden. Als Talort beider Aufahrten dient das nordöstliche Argelès-Gazost. Der Col des Bordères kann in Kombination mit dem Col du Soulor als Auffahrt auf den höheren Col d’Aubisque genutzt werden.

## Streckenführung
Als Talort des Col des Bordères dient Argelès-Gazost, wobei man entweder über die D918 nach Arrens-Marsous oder über die D103 bzw. D13 nach Estaing gelangt. Die beiden Auffahrten sind 14,7 bzw. 17 Kilometer lang und weisen durchschnittliche Steigungen von rund 5 % auf. Die tatsächliche Passstraße ist jedoch deutlich kürzer und steiler.
Die letzten 3,5 Kilometer der Nordauffahrt von Arrens-Marsous weisen eine durchschnittliche Steigung von 7,7 % auf. Die Auffahrt beginnt mit der Überquerung des Gave d’Arrens, ehe die schmale Straße über mehrere Kurven durch ein dichtes Waldgebiet führt. Die Passhöhe befindet sich jedoch in offenem Terrain. Der Schlussabschnitt von Estaing ist 2,5 Kilometer lang und weist eine durchschnittliche Steigung von 6,7 % auf. Bei Kilometerschnitten von rund 10 % geht es über zwei weite Kehren zur Passhöhe, wobei die letzten 500 Meter nahezu flach verlaufen.

## Radsport
Der Col des Bordères stand bereits drei Mal im Programm der Tour de France. Die erste Überquerung fand im Jahr 1987 statt, als die Passhöhe im Anschluss an den Col d’Aubisque und Col du Soulor erreicht wurde. Die Nordauffahrt von Arrens-Marsous wurde damals als Bergwertung der 2. Kategorie klassifiziert, ehe es zur Bergankunft in Luz Ardiden ging. Als Erster überquerte damals der Niederländer Teun van Vliet die Passhöhe.
Im Jahr 1989 fand die zweite Befahrung von der Nordseite statt. Nachdem sich Miguel Indurain im Anstieg des Col d’Aubisque abgesetzt hatte, führte er über den Col du Soulor und Col des Bordères, ehe er nach einem Solo von 65 Kilometern seinen ersten Tour-de-France-Etappensieg in Cauterets feierte.
Die bislang letzte Befahrung erfolgte im Jahr 2018, als die Tour de France erstmals über die Südauffahrt von Estaing führte. Der Col des Bordères diente dabei als Zwischenanstieg, ehe es über den Col du Soulor auf den Col d’Aubisque ging und das Ziel nach der anschließenden Abfahrt in Laruns erreicht wurde. Die Bergwertung der 2. Kategorie sicherte sich damals der Este Tanel Kangert.
Im Jahr 2025 wurde erneut die Nordauffahrt des Col des Bordères genutzt. Auf der 12. Etappe diente er als Gegensteigung in der Abfahrt des Col du Soulor, ehe die erste Bergankunft der 112. Austragung in Hautacam stattfand. Auf dem Col des Bordères wurde dabei eine Bergwertung der 2. Kategorie abgenommen.
| Jahr | Etappe     | Bergwertung  | Sieger          | Auffahrt |
| ---- | ---------- | ------------ | --------------- | -------- |
| 1987 | 14. Etappe | 2. Kategorie | Teun van Vliet  | Nord     |
| 1989 | 9. Etappe  | 2. Kategorie | Miguel Indurain | Nord     |
| 2018 | 19. Etappe | 2. Kategorie | Tanel Kangert   | Süd      |
| 2025 | 12. Etappe | 2. Kategorie | Bruno Armirail  | Nord     |